# Diario da Noite (São Paulo)
Diário da Noite foi um jornal que circulou em São Paulo entre 7 de janeiro de 1925 e 1980.
Fundado por Plínio Barreto, Rubens do Amaral e Leo Vaz, poucos meses após seu lançamento o jornal foi comprado pelos Diários Associados, de Assis Chateaubriand, que buscava penetrar no mercado paulistano. Quando soube que o jornal estava à venda por problemas financeiros, "Chatô" tomou o trem para São Paulo e negociou com os donos. Depois de conversar com Júlio Mesquita, dono de O Estado de S. Paulo, ele fechou o negócio e captou divisas entre empresários envolvidos em empresas locais, como Guilherme Guinle, dono da Companhia Docas de Santos. Os três fundadores do veículo foram mantidos no quadro de funcionários: Barreto e Amaral como diretores e Vaz como redator-chefe.
O Diário passou para as mãos de Chateaubriand na edição de 2 de junho de 1925, embora o nome dele ainda não aparecesse no expediente. Antes do fim daquele ano, já estava dando lucro.
O jornalista Edmundo Monteiro foi um de seus últimos diretores, tendo deixado a publicação quando de sua saída dos Diários Associados, em 1977.
Em 1980, cerca de duzentos funcionários do jornal fizeram uma greve reivindicando salários atrasados, junto com funcionários do Diário de S. Paulo, também do grupo, que tinha sido fechado no ano anterior. Essa greve acabaria por decretar o fim do Diário da Noite. Havia esperanças de um acordo com o Diário Popular, porém não saiu do papel.